# 日本のイスラム教霊園
日本のイスラム教霊園（にほんのイスラムきょうれいえん）とは、日本にあるイスラム教の墓地のことである。

## 概要
イスラム教徒は、その教義から土葬とすることが原則である。だが、ほとんどの国民が火葬をおこなう日本の場合、自治体単位の条例で土葬を禁じている例が少なくない。土葬が可能な自治体で新たにイスラム教墓地を設ける際に、大きな障害となるのは住民の反対であるとされる。
地域分布で見た場合、中国地方より西の地域には1箇所も存在していない。
九州地方では大分県日出町にて、墓地の建設計画が立てられたが、土葬による水質への影響、風評被害を懸念する地域住民の反対により実現できない状態が続いていた。このため、キリスト教の大分トラピスト修道院が、2021年2月以降、イスラム教徒3人を敷地内の土葬可能な墓地に一時的に仮埋葬した。2023年5月9日、別府ムスリム協会と地域住民が設置条件について合意した。しかし、その後2024年8月の町長選挙ではイスラム教墓地の建設計画の是非が争点となり、反対派である元町議の新人候補が、建設を容認していた現職町長を破って当選したことで、町有地の売却を認めない姿勢に転じた。
東北地方でも同様に土葬が可能な墓地が1箇所も存在していないが、宮城県が主導する形で同県内に土葬が可能な墓地を整備できないか検討しており、同県知事の村井嘉浩は2024年12月の定例会見において、イスラム圏から日本に移住する人や日本人でもイスラム教に改宗する人の問題を挙げた上で土葬墓地整備の必要性を訴えている。
日本で最初のイスラム教徒専用の墓地は、山梨県甲州市にある文殊院塩山イスラム霊園であるとされ、1962年から埋葬が行われている。
2010年に勝澤洋がイスラム教の埋葬工法として衛生的かつ埋葬時の安全性のあるコンクリート構造の埋葬方法を考案し日本で初めて清水霊園イスラーム墓地で施工したとされる。
埼玉県本庄市の本庄児玉聖地霊園は、日本人向けの土葬用施設だった場所に、2019年に外国人も含めたイスラム教徒の埋葬を認めたものである。無断埋葬、年間管理費未納、埋葬費用の値下げ要求などムスリムによる被害が問題とされる。

## 国内のイスラム教墓地
2022年8月時点で日本にあるイスラム教徒が埋葬できる霊園は、以下の10か所である。
- よいち霊園（北海道余市町）[1][5]
- 谷和原御廟霊園（茨城県常総市）[1][5]
- MGIJムスリム墓地（茨城県小美玉市）[5]
- 本庄児玉聖地霊園（埼玉県本庄市）[13]
- 多磨霊園（東京都府中市）[1][5]
- 文殊院塩山イスラム霊園（山梨県甲州市）[1][5][11]
- 清水霊園イスラーム墓地（静岡県静岡市）[1][5]
- 高麗寺霊園（京都府南山城村）[15]
- 神戸市立外国人墓地（兵庫県神戸市）[1][5]
- 大阪イスラミックセンター墓地（和歌山県橋本市)[1][5]

## 参考資料
- 生きた地で眠る自由― 日本におけるムスリム墓地の今 ― - 早稲田政経瀬川ゼミ生のwebマガジン（2018年3月21日）
- 勝澤洋（Hiroshi Katsuzawa）清水霊園イスラーム墓地(2025年6月15日）
- 【国山ハセン取材】父の死をきっかけに…「イスラム教徒の墓が足りない」 日本の“土葬”墓地の課題を考える　【news23】(2022年12月21日）